# La sala professori
La sala professori (Das Lehrerzimmer) è un film drammatico tedesco del 2023 diretto da İlker Çatak.
È stato candidato per rappresentare la Germania nella categoria dell'Oscar al miglior film in lingua straniera nell'edizione 2024.

## Trama
Nella classe della giovane e idealista insegnante Carla Nowak, gli studenti nell'ultimo periodo vengono spesso assillati dagli altri professori, intenzionati a scovare l'identità dell'alunno che avrebbe compiuto alcuni piccoli furti verificatisi nella sala professori. Carla li incoraggia a rimanere in silenzio se non si sentono a proprio agio, ma gli altri insegnanti insistono sulla questione, tanto da ordinare a tutti gli allievi maschi della classe di Carla a consegnare i propri portafogli per l'"ispezione". In particolare nel portafoglio di uno dei ragazzi, lo studente di origine turca Ali, vengono trovati molti soldi, cosa che porta gli insegnanti ad accusare il ragazzo di furto: tuttavia, quando vengono convocati per un colloquio i genitori di Ali, questi ultimi informano gli insegnanti che i soldi trovati erano semplicemente la paghetta di Ali, e accusano gli insegnanti di islamofobia per le loro accuse infondate contro il figlio.
Non volendo accusare in anticipo nessuno, Carla decide così di indagare: con il suo computer, registra di nascosto ciò che succede nella sala professori, e dai filmati scopre di una persona sconosciuta (di cui non si vede il viso) che ruba soldi dal suo portafoglio.
Perciò il sospetto di Carla ricade su un'impiegata amministrativa della scuola, nonché madre del suo alunno più brillante Oskar, Friederike Kuhn, la quale indossa la stessa camicetta della persona misteriosa mostrata nel video. Carla tenta privatamente di far confessare la donna ed esortarla a restituirle i soldi, ma questa si agita e si indigna per l'accusa contro di lei. Carla si rivolge quindi alla preside, davanti alla quale Kuhn nuovamente nega di aver rubato, per poi andarsene furibonda dopo essere stato messo in congedo. La situazione sfugge di mano quando la preside decide di coinvolgere nel caso la polizia, quando Carla preferiva mantenere la questione privata.
Durante un colloquio generale genitori-insegnanti, i genitori si lamentano con Carla dell'interrogatorio che i loro studenti hanno dovuto subire da parte degli insegnanti. Mentre Carla lotta per prendere il controllo della situazione, la Kuhn a sorpresa appare e si intromette nella riunione, informando i genitori che Carla ha svolto delle registrazioni in sala professori senza dire niente, e che quindi non ci si può fidare di lei. Carla, scossa da ciò, fugge in bagno, dove lotta per non cedere a un attacco di panico.
Intanto anche tra gli studenti nascono delle dicerie, con Oskar che insiste sul fatto che sua madre non sia una ladra, e si arrabbia anche con la preside per aver licenziato la donna. Gli studenti si schierano con Oskar e si rifiutano in massa di fare i compiti o di partecipare alle lezioni.
Poi Oskar, durante l'ora di educazione fisica, ruba il computer di Carla, e in un violento alterco arriva a colpirla in faccia con esso e a scappare sul ponte, dove si sbarazza del portatile, gettandolo nel fiume. Carla, capendo che Oskar stava cercando di proteggere sua madre, lo copre ed è contraria a sospenderlo, ma gli altri insegnanti si rifiutano di accettare le presunte "tendenze violente" del ragazzo. L'incontro viene interrotto dagli studenti di Carla, che gestiscono il giornalino della scuola e avevano programmato un'intervista con lei: tuttavia gli studenti iniziano presto a fare domande indiscrete a Carla, chiedendole delle sue registrazioni segrete, dei furti, delle accuse contro Ali e del licenziamento della Kuhn. Quando il giornalino viene pubblicato, Carla è scioccata nel trovare le sue dichiarazioni estrapolate dal contesto. Il giornale si diffonde rapidamente e fa arrabbiare gli altri insegnanti e la preside, che decide di vietare la pubblicazione del giornale e sospende Oskar.
Tuttavia la mattina dopo Oskar si presenta comunque in classe, e anche sotto le minacce di espulsione della preside non si muove. Carla decide quindi di rimanere al pomeriggio in classe sola con Oskar, si siede accanto a lui e aspetta. Lui risolve rapidamente il cubo di Rubik che lei gli aveva regalato all'inizio del film, e i titoli di coda mostrano il ragazzo mentre viene portato fuori dalla scuola dalla polizia, assolutamente calmo.

## Produzione

### Sviluppo
L'ispirazione per la storia è venuta al regista İlker Çatak da una gita scolastica a Istanbul, dove lui e lo sceneggiatore del film Johannes Duncker videro due ragazzi della scolaresca rubare e venire successivamente scoperti dalla scuola attraverso una trappola che li costrinse a svuotare le tasche. Il regista ha poi proseguito:
"Quando ne abbiamo parlato più tardi, Johannes e io abbiamo pensato che questo potesse essere un buon inizio per la trama. E poi Johannes mi ha raccontato la storia di sua sorella, che è un'insegnante di matematica a Colonia, e che aveva avuto un'esperienza simile con i furti tra gli alunni. Quello che abbiamo desiderato sin dal primo momento era che questo film fosse uno specchio della società odierna, metaforicamente rappresentata come una scuola, avvelenata da tutti i pregiudizi e l'ipocrisia."

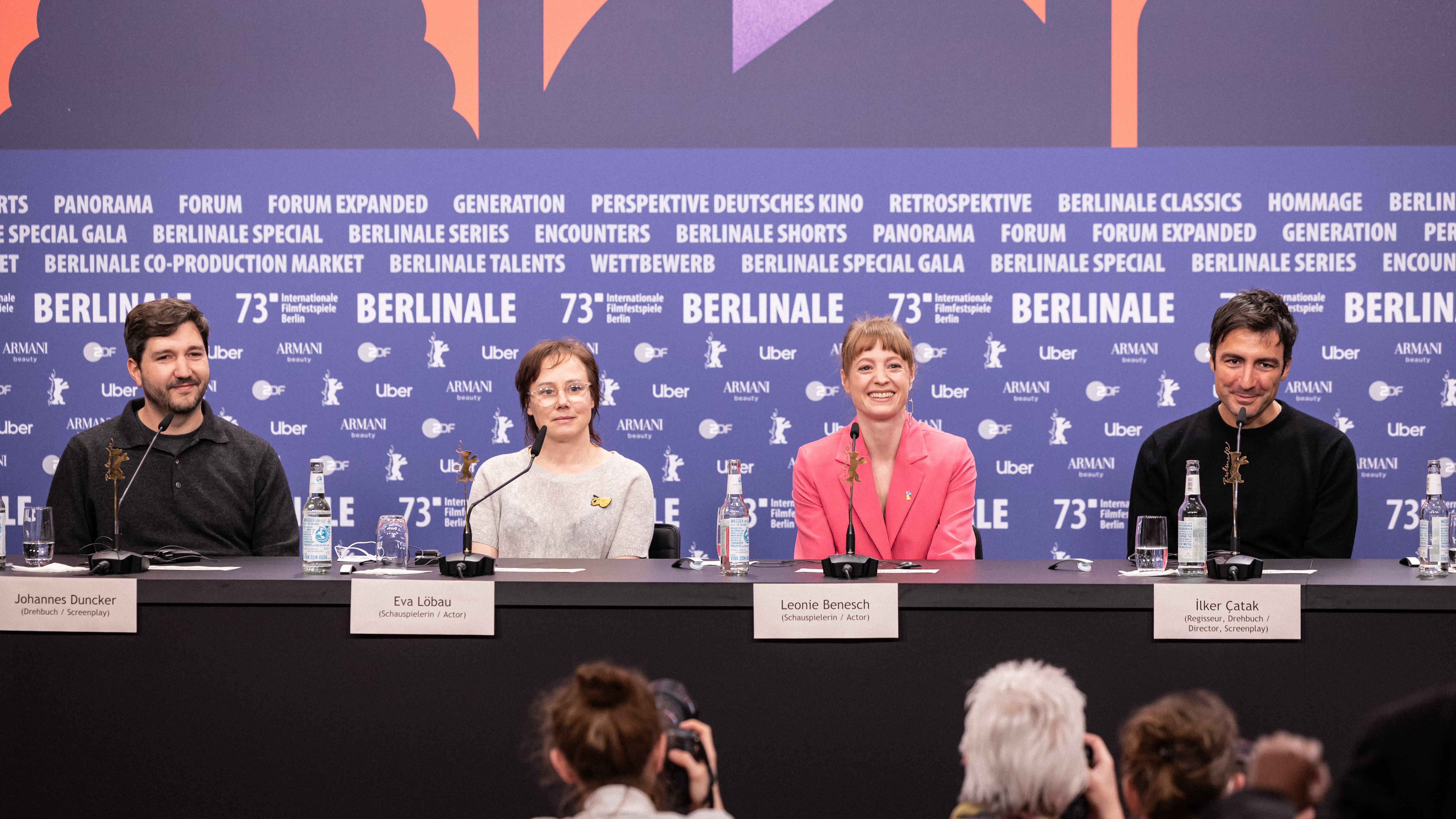
Il cast principale assieme al regista alla premiere del film al Festival di Berlino

### Riprese
Le riprese del film sono durate 27 giorni, e si sono svolte in una scuola in disuso ad Amburgo, destinata alla demolizione.

## Distribuzione
È stato candidato al 73º Festival internazionale del cinema di Berlino, dove è stato presentato in anteprima mondiale il 18 febbraio 2023. Inoltre, il film è stato selezionato ufficialmente al 48º Toronto International Film Festival e al 28º Busan International Film Festival.
In Italia il film è stato distribuito a partire dal 29 febbraio 2024.

## Accoglienza

### Incassi
Il film ha incassato globalmente 5709282 $, di cui 1182951 € in Italia, con 184201 presenze.

### Critica
Sebbene il trascurabile incasso nei botteghini, La sala professori è stato osannato dalla critica cinematografica.
Infatti, per esempio, sul sito web Rotten Tomatoes il 96% delle 138 recensioni di critici è positivo, con un voto medio di 8,2 su 10.
Su Metacritic 21 critici gli assegnano un voto medio ponderato di 82 su 100, indicando "acclamazione universale".
La rete televisiva tedesca NDR ha dichiarato: "La sala professori è un'amara lezione di autocommiserazione. C'è qualcosa sia di comico che di tragico nella peggiore reazione a catena innescata paradossalmente dalla persona con le migliori intenzioni. Inoltre questo dramma sfugge da qualsiasi categoria o genere cinematografico - il che rende l'esperienza audiovisiva ancora più interessante!".
Il New York Times ha scritto che il film "mostra un'intera civiltà in una sola classe: è un'opera molto forte e impattante".
Anche il giornale tedesco Frankfurter Allgemeine Zeitung ha spiegato che nel film "molto di ciò che riguarda la società in generale - la difficoltà di gestire la diversità, le identità multidimensionali, gli stereotipi culturali - è reso concreto a scuola, come sotto una lente di ingrandimento".
Anche in Italia il film è stato generalmente apprezzato. Su Sentieri Selvaggi, Dario Boldini scrive che il regista "rendendosi complice di un vero e proprio disallineamento tra veridicità e reale che, in una pellicola fondata sul furto di immagini più che di denaro, sostituisce alla verità una lunga serie di sue varianti". 

## Riconoscimenti
- 2024 - Premio Oscar
  - Candidatura al miglior film internazionale